# NHL 15
NHL 15 — двадцать четвёртая видеоигра из серии NHL от EA Sports в жанре хоккейный симулятор, разработанная для консолей PlayStation 4, Xbox One, Xbox 360 и PlayStation 3. Игра вышла 9 сентября 2014 года в Северной Америке, 11 сентября в России и 12 сентября в остальном мире.

## Лицо на обложке
На обложке игры изображён обладатель Кубка Стэнли в составе Бостон Брюинз, чемпион мира и двукратный Олимпийский чемпион в составе сборной Канады Патрис Бержерон. В финале голосования он выиграл у защитника Монреаль Канадиенс Пи Кея Суббана.

## Нововведения
- Новая физическая модель NHL Collision Physics. Она моделирует физическую борьбу, драки, столкновения игроков;
- Введена новая модель поведения шайбы и экипировки хоккеистов;
- Полностью смоделированы все 30 арен клубов НХЛ;
- Матчи подаются как трансляции канала NBC Sports;
- Для игры разработаны 9000 уникальных моделей болельщиков;
- Комментируют матчи комментаторы NBC Sports Майк Эмрик, Эдди Ольчик и Рэй Ферраро.

## Лиги
Помимо самой НХЛ, в игру включены следующие лиги: Американская хоккейная лига, Канадская хоккейная лига (Главная юниорская хоккейная лига Квебека, Хоккейная лига Онтарио, Западная хоккейная лига), Liiga (Финляндия), Шведская хоккейная лига, Чешская экстралига, Немецкая хоккейная лига, Национальная лига А (Швейцария).

## Сборные
В игру включены и ведущие национальные сборные мира, однако из-за отсутствия разрешения ИИХФ у многих команд нелицензированная форма; к тому же в сборных присутствуют только те игроки, выступающие в одной из вышепредставленных лиг или являющиеся свободными агентами.

## Саундтрек
| Артист                | Композиция                                             |
| --------------------- | ------------------------------------------------------ |
| 1985                  | «Time Of Your Life»                                    |
| Bear Hands            | «Giants»                                               |
| Benny Benassi         | «Control feat. Gary Go»                                |
| Close Your Eyes       | «Chain Gang»                                           |
| Death from Above 1979 | «Trainwreck 1979»                                      |
| Empires               | «How Good Does It Feel»                                |
| Every Time I Die      | «El Dorado»                                            |
| Fall Out Boy          | «My Songs Know What You Did in the Dark (Light Em Up)» |
| Franc Wyte            | «What I’m Talking 'Bout»                               |
| Heroes X Villains     | «TWERK»                                                |
| Holy Fever            | «Find Your Fame»                                       |
| Madeon                | «The City»                                             |
| Max Frost             | «White Lies»                                           |
| Plague Vendor         | «Black Sap Scriptures»                                 |
| Porter Robinson       | «Sea Of Voices»                                        |
| Pup                   | «Lionheart»                                            |
| Red Sky Noise         | «She Don’t Know»                                       |
| Summer of '69         | «Come And Get It»                                      |
| The Graveltones       | «Forget About The Trouble»                             |
| The Night Marchers    | «Fisting The Fanbase»                                  |
| The Wyld              | «Odyssey»                                              |
| Wolf Rider            | «From Where You Are»                                   |
| Wolfmother            | «How Many Times»                                       |
| Young the Giant       | «My Body»                                              |
| Volbeat               | «Dead But Rising»                                      |

## Отзывы
| Сводный рейтинг | Сводный рейтинг | Сводный рейтинг |
| Издание         | Оценка          | Оценка          |
| Издание         | PS4             | Xbox One        |
| --------------- | --------------- | --------------- |
| GameRankings    | 58,95 %         | 63,76 %         |